# Pont sur la Loue de Vuillafans
Le pont sur la Loue est un pont situé sur la commune de Vuillafans dans le département du Doubs en France.

## Localisation
Le pont, situé au centre du village, permet de relier les quartiers rive droite et rive gauche de la Loue et il donne accès à la route de Châteauvieux-les-Fossés.

## Historique
Le pont est construit en pierre calcaire au XVIe siècle. Il est inventorié dans la base Mérimée en 1980.

## Description
Les dimensions du pont sont de 6,6 mètres de large et 30 mètres de long. Il est constitué de trois arches en anse de panier de largeurs inégales (7,50 m – 10,00 m – 9,50 m) formant un dos d'âne. Coté amont, les piles sont équipées d'avant-becs en forme de proue et le muret garde-corps est coiffé d’une croix posée au cours des missions de 1830 et 1845.

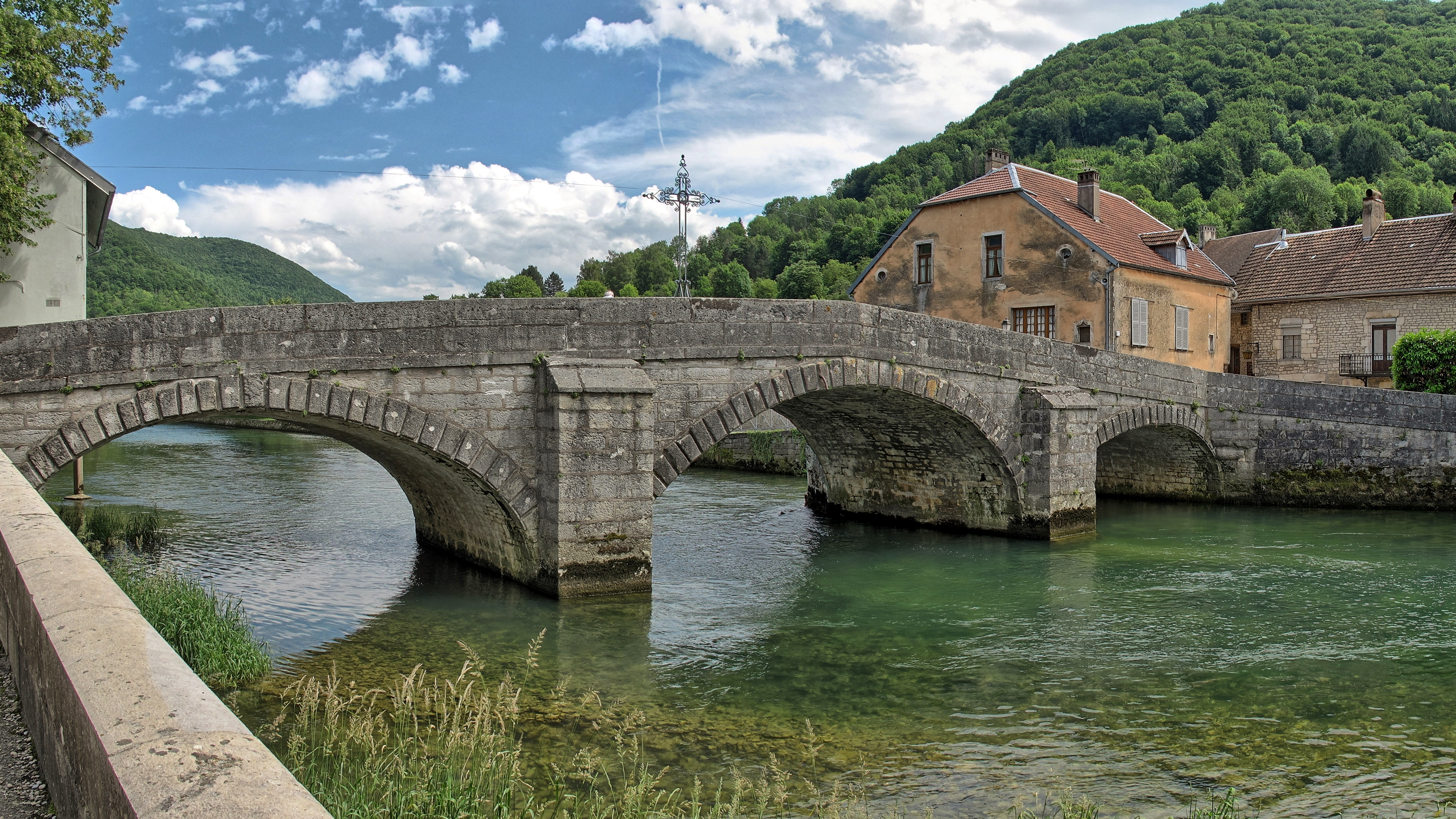
Le vieux pont sur la Loue (vue aval).

## Protection - Tourisme
Le pont fait partie des sites classés du département du Doubs par la DREAL